# イオアン3世 (キエフと全ルーシの府主教)
イオアン3世（Иоанн III , ? - 1091年8月14日）はキエフと全ルーシの府主教（在位：1090年-1091年）。ビザンツ出身。

## 経歴
1090年にフセヴォロド大公の娘ヤンカと共にキエフに到着した。彼はその時既に死病にかかっており、一年も経たぬうちに、1091年8月14日に死去した。
同時代人からは、特に学があるわけでもない「普通の人」と評された。去勢していたことが「過ぎし年月の物語」に記されている。
ユーリエフ主教マリンの叙聖を取り仕切った。